# Острова Тилло
Острова Тилло — группа из 5 островов в Карском море. Относятся к Красноярскому краю России.
Группа состоит из двух крупных островов (остров Правды Севера и остров Трёх Медведей) и 3 небольших не именованных на картах. Острова Тилло находятся у берега Харитона Лаптева полуострова Таймыр.
Остров Правды Севера является крупнейшим островом группы и представляет собой остров 5,7 км длиной и максимальной шириной 2 км в восточной части. В западной части острова на южной стороне лежит озеро-лагуна, отделённое от моря узкой косой. Крайние точки острова носят названия мыс Прощания (западная) и мыс Гранатовый (восточная). Остров расположен у выхода небольшой бухты Воскресенского. Высота острова до 14 м. Берег обрывистый на северном побережье.
Остров Трёх Медведей лежит в 1 км к северу от острова Правды Севера. Высота острова до 7 м.
Острова покрыты тундровой растительностью. Острова соединены льдом с материком на протяжении большей части года. Острова относятся к Большому Арктическому государственному природному заповеднику — крупнейшему заповеднику России.
Острова Тилло были исследованы арктическим геологом и выдающимся ученым Эдуардом Толлем, который руководил Русской полярной экспедицией на шхуне Заря в 1900—1902 годах. При поддержке Русской академии наук, эта экспедиция исследовала северные берега Российской империи.
Острова названы в честь Алексея Тилло — выдающегося российского географа, картографа и геодезиста.